# Домбровка
До́мбровка (рос. Домбровка, башк. Домбровка) — присілок у складі Благоварського району Башкортостану, Росія. Входить до складу Язиковської сільської ради.
Населення — 388 осіб (2010; 382 в 2002).
Національний склад:
- башкири — 44 %
- росіяни — 30 %

В радянські часи присілок називався селище Отділення Домбровське совхоза Благоварський.